# Doncevo, Dobrici
Doncevo (în bulgară Дончево) este un sat în comuna Dobricika, regiunea Dobrici, Dobrogea de Sud, Bulgaria. 
Între anii 1913-1940 a făcut parte din plasa Ezibei a județului Caliacra, România.

## Demografie
Componența etnică a satului Doncevo
     Romi (8,12%)
     Turci (2,19%)
     Bulgari (87,48%)
     Nicio identificare (2,19%)
La recensământul din 2011, populația satului Doncevo era de 911 locuitori. Din punct de vedere etnic, majoritatea locuitorilor (87,48%) erau bulgari, existând și minorități de romi (8,12%) și turci (2,19%). Pentru 2,19% din locuitori nu este cunoscută apartenența etnică.